# 金飞山
金飞山（904年？—926年）前蜀后主王衍第二任皇后，四川成都人。父亲务农，家境富有，传说她出生时有山飞至其家，因而取名飞山。十六岁时，姿色嬌美，擅长绘画。乾德初年，选美入宮，被封為貴妃，不久，高皇后被废，王衍封她为皇后。可是不久就被废（因為王衍一直是想立韋元妃為皇后），钱贵妃为其力辩，复立为皇后。咸康元年（925年），随王衍降后唐，次年被杀。